# Dunston (Lincolnshire)
Pour les articles homonymes, voir Dunston.
Dunston est une paroisse civile et un village du Lincolnshire, en Angleterre.